# 杨庄路 (北京市通州区)
39°54′00″N 116°37′34″E / 39.9°N 116.62616°E
杨庄路是位于中国北京市通州区的一条道路，南起通朝大街，北至八里桥南街，穿过京承铁路。永顺镇小学位于马路西侧。
1987年形成街巷并铺设沥青道路。